# Doppelstartvorrichtung

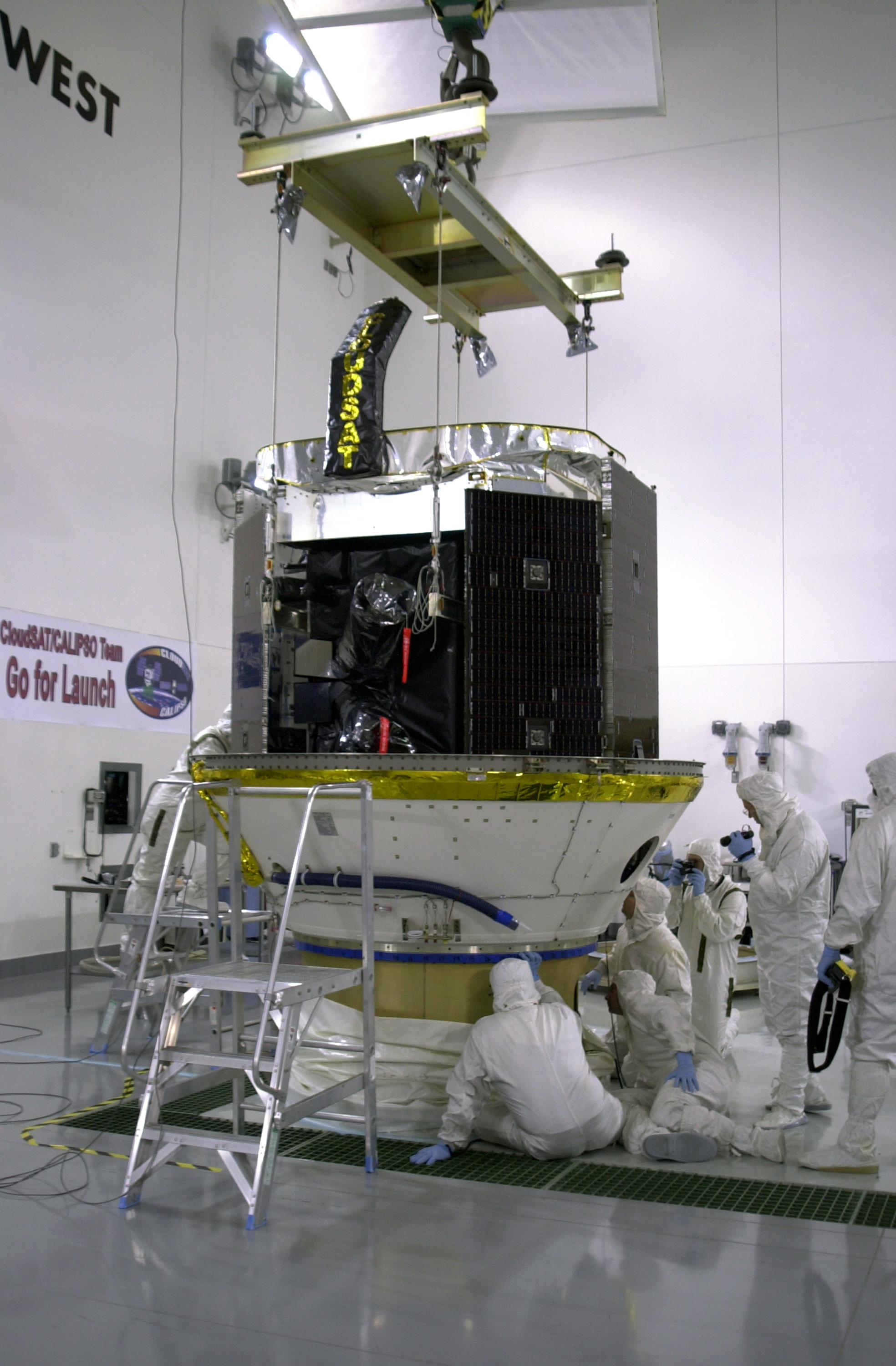
Ein Satellit im unteren Teil einer Doppelstartvorrichtung

Als Doppelstartvorrichtung bezeichnet man die Baugruppe eines Raketen-Trägersystems, welche dazu dient, zwei große Satelliten gleichzeitig in den Weltraum zu befördern und nacheinander dort auszusetzen. Ist die Anzahl der transportierten Satelliten größer als zwei, spricht man von einer Mehrfachstartvorrichtung. Die Satelliten werden dabei übereinander in der Baugruppe, die sich an der Spitze der Trägerrakete befindet, untergebracht.

## Problem
Um zwei Satelliten übereinander ohne eine Doppel- oder Mehrfachstartvorrichtung in einer Rakete unterzubringen, müsste der untere (zweite) Satellit, der auf der Rakete sitzt, den oberen (ersten) Satelliten tragen, damit eine Verbindung zur Rakete bestehen kann. Da somit der erste Satellit direkt auf dem zweiten positioniert ist, wäre die Oberseite des zweiten Satelliten nicht nutzbar. Dies führt meist zu Problemen.

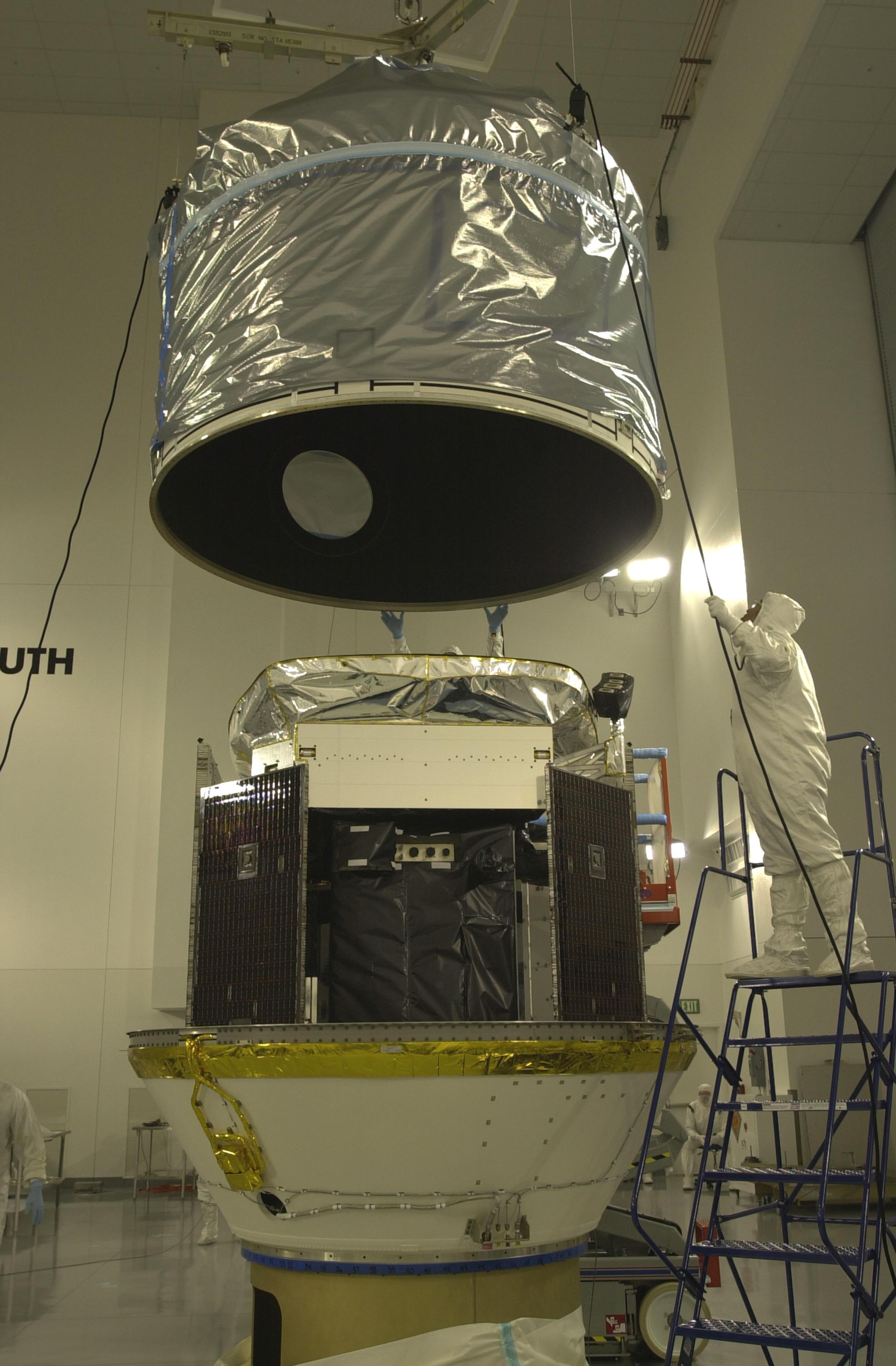
Der Deckel wird geschlossen.

## Lösung
Um dieses Problem zu lösen, gibt es die Doppelstartvorrichtung, einen größtenteils zylindrischen Transportbehälter, auf dessen Boden der zweite Satellit auf einem normalen Adapter sitzt, und dessen stumpf kegelförmige Oberseite den ersten, wiederum auf einem Adapter sitzenden Satelliten trägt. Weil sich ein Satellit in der Doppelstartvorrichtung befindet und einer auf ihr sitzt, gelangt sie mit den Satelliten in die Erdumlaufbahn, sodass ihr Gewicht von der Nutzlastmasse abgeht.

## Details
Dabei kann der Adapter des unteren Satelliten auf dem Boden der Doppelstartvorrichtung oder direkt auf der Trägerrakete sitzen, wenn die Doppelstartvorrichtung unten offen ist. Wenn die Doppelstartvorrichtung unten geschlossen ist, besteht sie normalerweise aus zwei Teilen: Einem Deckel und einem Bodenstück, wobei der Satellit zuerst in das Bodenstück gesetzt wird und dann mit dem Deckel geschlossen wird (bei manchen Raketentypen sitzt darauf bereits der erste Satellit ohne oder mit der Nutzlastverkleidung). Der obere Satellit sitzt dagegen direkt unter der Nutzlastverkleidung, die entweder nur den Satelliten umgibt, wodurch sich die Doppelstartvorrichtung unter dieser befindet, oder die Nutzlastverkleidung umgibt beide.
Beim Aussetzen der Satelliten wird zuerst der obere Satellit ausgesetzt. Danach dreht sich die oberste Raketenstufe etwas, und dann wird der Deckel oder die unten offene Nutzlastverkleidung abgestoßen. Anschließend dreht sich die Raketenstufe wieder etwas und setzt den zweiten Satelliten aus.
In der Regel wird der größere und schwerere der beiden Satelliten auf der Doppelstartvorrichtung befestigt und der leichtere, kleinere in der Doppelstartvorrichtung.

## Beispiele für verschiedene Doppelstartvorrichtungen

### Bei der Ariane 4
Die Ariane 4 benutzte meistens eine Doppelstartvorrichtung, deren Durchmesser genauso groß war wie der ihrer Nutzlastverkleidung. Die Satelliten konnten so gleich breit sein. In dem unteren Teil der Doppelstartvorrichtung wurde der kleinere und leichtere Satellit untergebracht. Der größere, schwerere Satellit wurde oben auf den oberen Teil der Doppelstartvorrichtung montiert, und die Nutzlastverkleidung um ihn angebracht. Danach wurde diese Kombination auf dem unteren Teil der Doppelstartvorrichtung montiert. Dadurch befand sich die Doppelstartvorrichtung unter der Nutzlastverkleidung. Das Logo des in der Doppelstartvorrichtung untergebrachten Satelliten wurde deshalb, bei dieser Art von Doppelstartvorrichtung, an dieser angebracht. Die nun vollständige Kombination wurde zur Rakete auf den Startplatz gebracht und auf dieser befestigt. Nachdem die Umlaufbahn erreicht war (die Nutzlastverkleidung wurde schon während des Fluges abgeworfen), wurde zuerst der obere Satellit abgestoßen. Dann drehte sich die dritte Stufe etwas weiter, und der obere Teil der Doppelstartvorrichtung wurde abgestoßen. Nachdem sich die Stufe noch etwas weiter gedreht hatte, wurde zum Schluss der untere Satellit entlassen.

### Bei der Ariane 5
Die Ariane 5 verwendet dagegen nur noch eine Doppelstartvorrichtung (SYLDA5 – Système de Lancement Double Ariane 5), deren Durchmesser fast auf ihrer gesamten Länge kleiner ist als der der Nutzlastverkleidung. Dementsprechend ist die Montage anders. Zuerst wird der größere, schwerere Satellit auf die aus einem Stück bestehende, unten offene Doppelstartvorrichtung gesetzt. Dann wird die bereits zusammengesetzte, unten offene Nutzlastverkleidung über die beiden gestülpt und auf der unten genauso breiten Doppelstartvorrichtung befestigt. Inzwischen wurde der kleinere und leichtere Satellit auf der Spitze der Ariane 5 montiert, so dass nun nur noch die Kombination von oberem Satellit, Doppelstartvorrichtung und Nutzlastverkleidung über den unteren Satelliten gestülpt werden muss. Die Doppelstartvorrichtung befindet sich daher bei der Ariane 5 in der Nutzlastverkleidung. Danach wird die Rakete aus dem Montagegebäude zur Startrampe gefahren. Das Aussetzen der Satelliten verläuft bei der Ariane 5 genauso wie bei der Ariane 4, außer dass bei der Ariane 5 die Doppelstartvorrichtung in einem Stück abgestoßen wird.

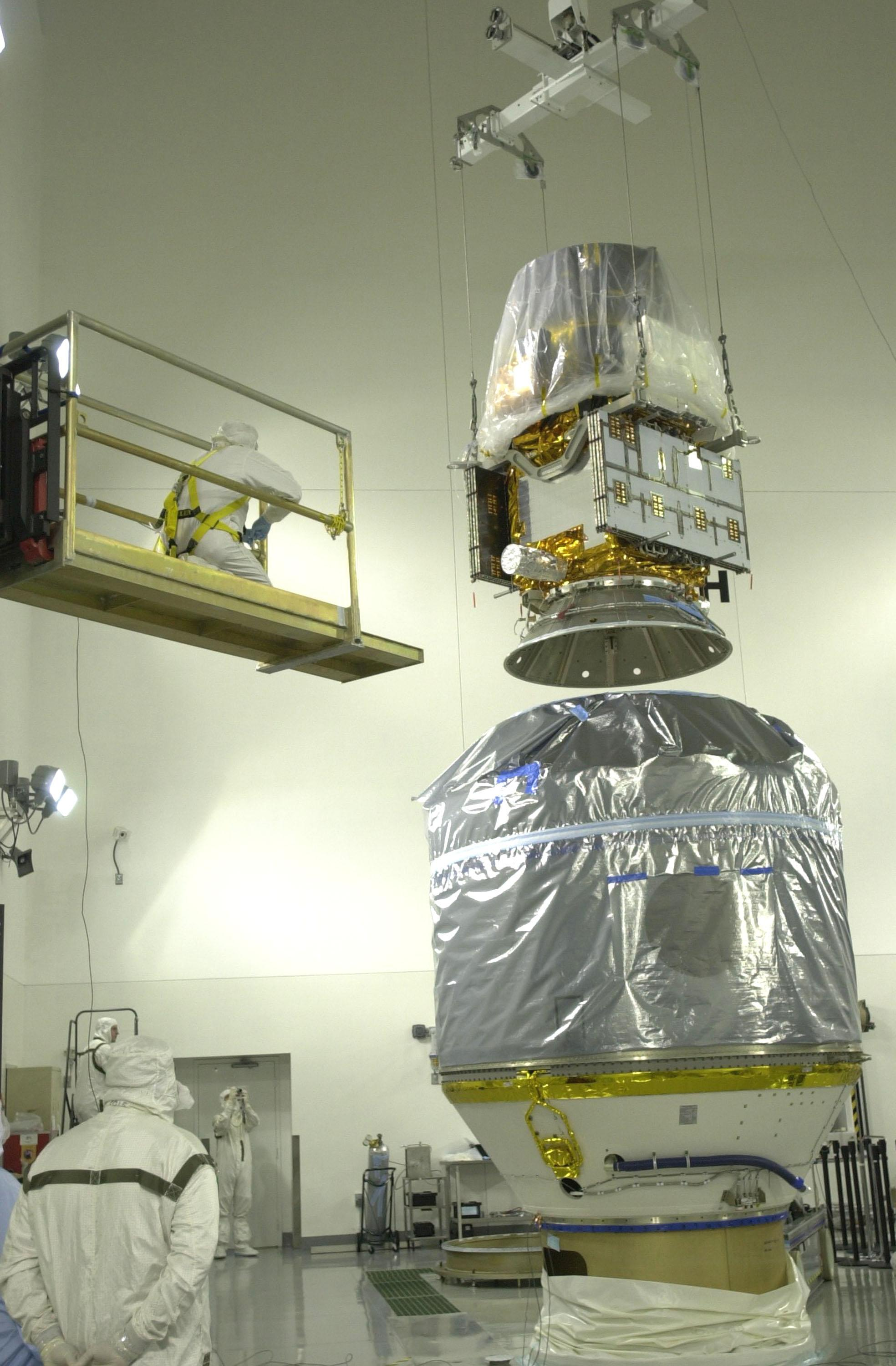
Der obere Satellit wird auf die Doppelstartvorrichtung einer Delta II gehoben.

### Bei der Delta II
Die Delta II verwendete nur selten eine Doppelstartvorrichtung. Diese bestand, wie bei der Ariane 4, aus einem oberen und einem unteren Teil. Die Montage erfolgte jedoch anders. Zuerst wurde der kleinere und leichtere Satellit mit seinem Adapter im unteren Teil befestigt und der obere darüber gestülpt. Danach wurde der größere, schwerere Satellit auf ihr befestigt. Anschließend wurde das Ganze in einen Transportbehälter verpackt und zur Startrampe gebracht, ausgepackt und auf der Rakete montiert. Erst hier wurde um die Kombination aus Satelliten und Doppelstartvorrichtung die Nutzlastverkleidung installiert. Die Doppelstartvorrichtung befand sich daher bei der Delta II – wie bei der Ariane 5 – innerhalb der Nutzlastverkleidung. Nach dem Erreichen der Umlaufbahn erfolgte das Aussetzen der Satelliten.